# Scampanata di Anghiari

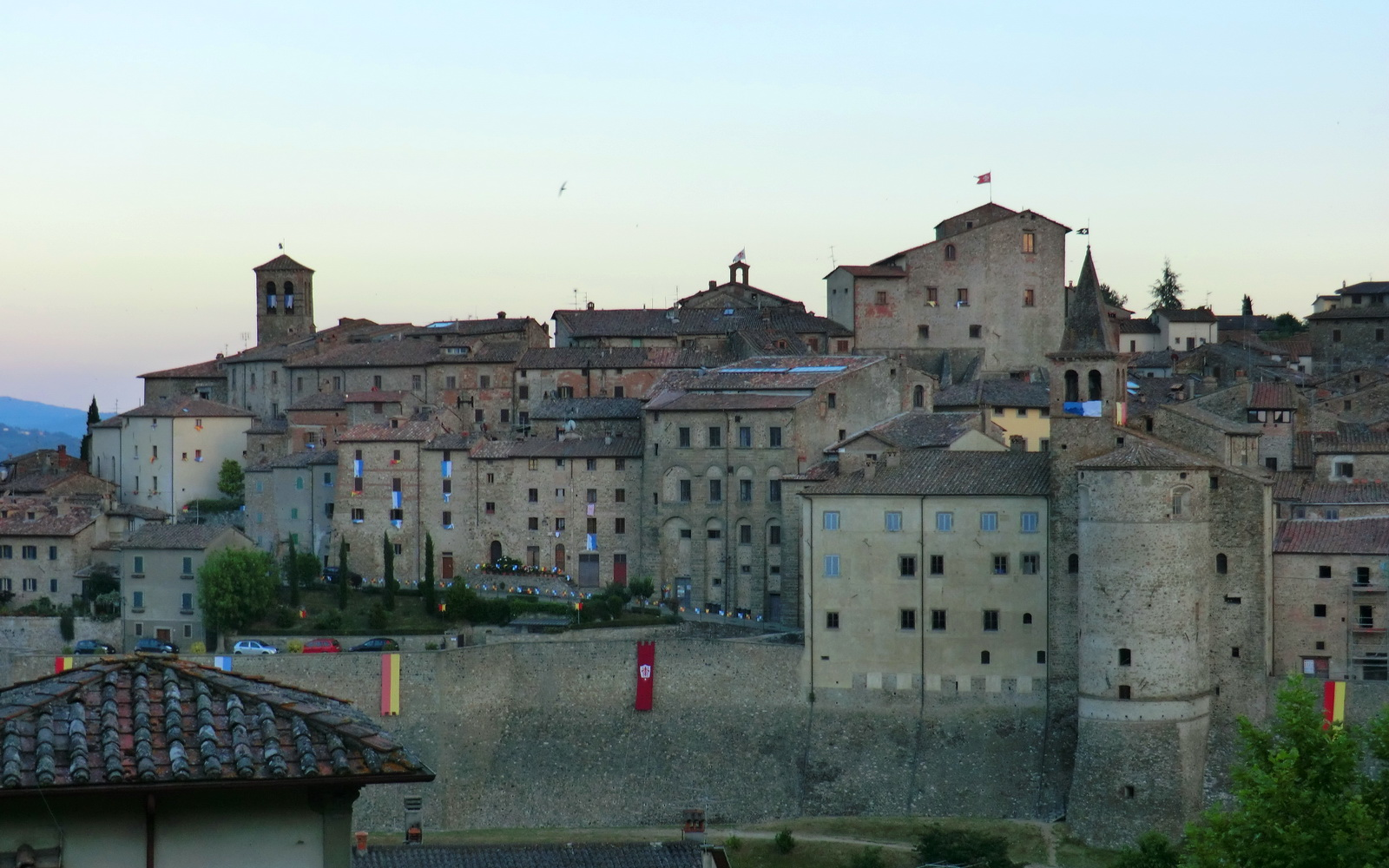
Uno scorcio del borgo medievale di Anghiari.

La scampanata è una festa tradizionale di Anghiari, in provincia di Arezzo.
La festa ricorre ogni cinque anni e si celebra nel mese di maggio in occasione della primavera. L'ultima edizione si è svolta nel maggio 2015. L'edizione prevista per maggio 2020, a causa dell'emergenza Covid-19, si sarebbe dovuta tenere a maggio 2021 come  "Scampanata 2020+1", ma è stata di nuovo rimandata per la stessa emergenza e definitivamente organizzata per il  maggio 2022 come "Scampanata 2020+1+1".

## Storia
La scampanata ha origine in una leggenda popolare, in cui una matrona romana di nome Angiria sarebbe arrivata a Campalone tra il II e I secolo a.C., colpevole di aver assassinato il marito. Qui costruisce e gestisce una stazione termale: si racconta che per punire i suoi dipendenti più pigri li obbligasse nel mese di maggio a cavalcare nudi un asino intorno alle terme, per essere derisi dagli abitanti. Questa tradizione è abbastanza comune in Europa, secondo il rituale del charivari, ossia l'umiliazione di un appartenente alla comunità che ha infranto le regole, il trasporto e la derisione del responsabile.
Il Codice Taglieschi (1626) è il primo a citare storicamente questa tradizione, in un manoscritto che racconta un episodio risalente al maggio 1621: un abitante dormiglione di Anghiari, Basilio Morgalanti, viene messo su un somaro e trasportato per il paese tra gli schiamazzi della folla e il frastuono di strumenti improvvisati. Una descrizione simile è presente anche in un questionario del 1809 del governo francese, che riferisce di scampanate per chi dormiva troppo.
L'usanza si è ripetuta per secoli fino alla sua interruzione con la seconda guerra mondiale. La tradizione è stata riproposta in via permanente dal 1980, riprendendo le usanze del passato. Nel mese di maggio ogni martedì, giovedì e domenica gli iscritti alla Società della Scampanata devono presentarsi alle 6.00 del mattino nella piazza Baldaccio Bruni, la principale di Anghiari. Chiunque non rispetti la regola e non sia presente all'appello, viene prelevato dalla propria abitazione e condotto per le vie del borgo sul "carretto" addobbato con il "maggio", accompagnato dalla musica della banda (che suona ininterrottamente l'inno ufficiale della scampanata: la "Marcia di Paiolo"), da un'aringa appesa e dal lancio continuo di alimenti (uova, farina, cioccolata).
L'Inno della Scampanata: la "Marcia di Paiolo"
Dal Campo della Fiera al Giardinetto,
dalla Portaccia alla Chiesa del Fosso,
è presto, la campana squilla e fa:
Su sveglia, son le sei, è tardi già.
La, la, la.
Scampanata! Scampanata!
A primavera sei ritornata
e a tutti i dormiglioni,
rompi il sonno ed i cordoni!
Scampana - ta ta ta ta
Scampana - ta ta ta ta
Scampana - ta ta ta ta
è questa qua. Ta, ta, ta
Dalla Vianova fino alla Piazzola,
dalle Cascine fino a Tralemura,
senti una tromba che risponde e fa:
“Qualcuno sul carretto salirà!”.
Ta, ta, ta.
Dormiglioni, giu dal letto! o salirete sopra il carretto
e alla gloria dei poltroni, la Scampanata v’innalzerà.
Ta, ta, ta.
Scampana - ta ta ta ta
Scampana - ta ta ta ta
Scampana - ta ta ta ta
è questa qua. Ta, ta, ta. (rip. 2 volte)